# Вторгнення (фільм, 2009)
«Вторгнення» — український фантастичний фільм, відзнятий кіноаматорами, двома братами з Черкас. На фантастичні ідеї братів наштовхнули реальні події в історії космічних досліджень. «Піонер 10», за сюжетом фільму, залетів на планету рутоїнів, які вивчили інформацію про Землю і розробили план її загарбання. Двоє українських студентів беруться саботувати їхню базу під час вторгнення.

## Сюжет
Студенти Ігор і Антон, чергуючи в лабораторії інституту, виявляють наближення до Землі невідомого об'єкта. За розрахунками, він скоро впаде на Черкаси, та науковий керівник не вірить у це. Невдовзі Антона знаходить незнайомець, який розповідає, що земляни з 1970-го року таємно ведуть спілкування з інопланетянами. В диску «Піонера 10» для них було лишено координати з місцями для висадки, яка вже відбулася в 1979. Ті істоти — рутоїни, використовують різні форми життя для подовження власного. 1000 років до н. е. їхня цивілізація використала всі ресурси на планетах-колоніях. Пошук нових планет не дав результатів, і їм залишилось жити всього десяток літ якби одного разу «пошуковці» не натрапили на Землю. Земляни уклали з рутоїнами таємну угоду — 3 млн людей отримають доступ до безсмертя, а решта загинуть. Незнайомець каже, що його організація зуміла зламати базу даних прибульців і переписати статус двох випадкових людей — Ігоря й електрика Макса. Тому під час вторгнення вони лишаться неушкодженими.
Антон розповідає це Ігорю по телефону, та в цей час рутоїни починають напад. За якийсь час Ігор отямлюється та виявляє, що все населення Землі приспали прибульці. Ігор блукає спорожнілим містом і знаходить Макса, що опинився в числі «обраних». З його допомогою Ігор сподівається розшукати свою дівчину Аню. Рутоїни помічають, що з цими двома щось не так, і намагаються розстріляти їх зі своїх кораблів. Ігор з Максом ховаються в підземеллі, де виявляється прохід на базу рутоїнів. Вони пробираються дедалі вглиб чужинських конструкцій і добираються на автоматизований завод, де переробляються зібрані ресурси. Тим часом інші «обрані» чекають коли їх заберуть на планету прибульців. Але Повелитель рутоїнів заявляє, що угоду розірвано і винагорода їм — це тільки право загинути останніми.
Шляхи Ігоря з Максом розділяються, Ігор потрапляє на верхівку бази, звідки відправляються ресурси, а Макс знаходить сховище з викраденими людьми. Ігор опиняється біля згустка енергії, що живить кораблі, і забирає його собі. Прибульці спокушають його обіцянками вічного життя за повернення енергії. Ігор не зважає, без енергії кораблі починають руйнуватися. Макс знаходить конструктор прибульців, в якому створює летючий байк, на якому і рятує Ігоря. Вони приземляються на околиці Черкас, звідки спостерігають як кораблі прибульців розсипаються. Ігор думає, що Аня загинула, проте вона виживає, бо вирушила на місце, де Ігор домовився раніше з нею про побачення. Макс хоче похизуватися летючим байком, та випадково запускає машину і вона летить без нього.
Коли світ оговтується, «обраних» за винятком Ігоря й Макса засуджують до страти. Самі ж рятівники людства удостоюються нагороди. Таємницю отримання безсмертя так і не вдається розгадати.

## Створення
Фільм створили двоє братів із Черкас, Артем та Олександр Хакало. З початку створення фільму «Вторгнення» вони не могли спиратися на драматичну гру акторів-аматорів. Тому вирішили акцентувати фільм на спецефекти. Перш ніж писати повний сценарій, почали збирати групу людей, яка зможе створити і реалізувати даний проєкт. До кінця створення фільму він дуже змінився, здебільшого через первинних акторів, які почали висовувати величезні вимоги, працювали неорганізовано і зривали знімальний процес. Зйомки були припинені для пошуку нових акторів. За цей час брати попередньо перевірили можливість обрахунку комп'ютерної графіки, яку було створено для початкового фільму, і були приголомшені: це завдання займе більше року. Для обрахунку потрібно було орендувати величезну рендер-ферму. Це було занадто витратно, тому довелося шукати нові алгоритми обрахунку. Вони витратили до 2 місяців і знайшли новий алгоритм, зменшивши час до декількох місяців на десятці машин. Більша частина фільму (70 %) відзнята на зеленому екрані.

## Сприйняття
Сайт «Universe Space Tech» оцінив фільм як за всіма параметрами аматорський і такий, що збирає «всі можливі штампи про вторгнення інопланетян», доповнені «парочкою відверто конспірологічних теорій».

## Цікаві факти
- Перша робоча назва фільму була «МЕТА ВТОРГНЕННЯ ЗЕМЛЯ»
- Фільм розраховувався зняти за 12 повноцінних робочих днів, але зйомки розтягнулися на півроку.
- 99 % первинного матеріалу фільму було відзнято заново
- 70 % фільму відзнято на «зеленому екрані»
- Спочатку планувалося зняти фантастичну короткометражку про Черкаси, але з часом проект переріс в повнометражний фільм.
- Під час зйомок головна героїня знайшла свою другу половинку.